# ESRO 1
ESRO 1 est une série de deux satellites scientifiques (ESRO 1A/Aurorae et ESRO 1B/Boreas)  développés par le CERS (en anglais ESRO) une des deux agences spatiales européennes qui ont précédé l'ESA. Ces satellites avaient  pour objectif d'étudier les effets de l'activité solaire sur les zones aurales. Deux satellites de conception très simples et emportant des instruments d'analyse in situ des particules sont lancés successivement en 1968 et 1969 par des fusées américaines Scout B. Les satellites ESRO 1 ont rempli leurs objectifs avant d'être détruits en effectuant leur rentrée atmosphérique en 1970 et 1969.

## Objectifs scientifiques
L'objectif du programme ESRO 1 est d'étudier la manière dont les régions de l'espace proches des pôles magnétiques, dans une zone annulaire appelée « zone aurorale » (entre 65 et 75° de latitude) se comportent lorsque l'activité magnétique solaire s'intensifie (éruption solaire). Les satellites doivent étudier in situ les particules chargées à haute énergie issues de la magnétosphère externes et  propulsées par cette activité lorsqu'elles plongent dans l'atmosphère au niveau des pôles. Il s'agit de déterminer la structure fine de cette région de l'espace en étudiant les particules, la luminosité, la composition de l’ionosphère et les processus de réchauffement.

## Historique
La mission ESRO 1 est esquissée pour la première fois dans le cadre de rencontres scientifiques de la Commission préparatoire européenne pour la recherche spatiale (COPERS) en 1963 destinées à définir le programme scientifique du futur CERES. Le programme s'inscrit dans le cadre d'un accord avec la NASA qui fournit les lanceurs. Le CERES lance en 1964 un appel d'offres pour la construction de deux satellites identiques. Le CERES choisit en avril 1965 la société Laboratoire Central de Télécommunications avec des participations de Contraves à Zurich et la filiale belge de Bell à Anvers. Un premier exemplaire du satellite, ESRO 1A ou Aurorae est lancé le 3 octobre 1968 par une fusée américaine Scout B depuis la base de lancement de Vandenberg et placé sur une orbite polaire avec un apogée de 1 538 km, un périgée de 258 km et une inclinaison de 93,7 degrés. Après avoir rempli sa mission en effectuant des mesures in situ des particules chargées venues de la magnétosphère externe et plongeant dans les zones polaires, le satellite est détruit durant sa rentrée atmosphérique qui a eu lieu le 26 juin 1970. Le deuxième exemplaire, ESRO 1B ou Boreas est lancé le 1er octobre 1969 par une fusée Scout B depuis Vandenberg mais est placé sur une orbite circulaire et beaucoup plus basse (389 km x 291 km, inclinaison de 86°) pour fournir des mesures venant compléter celles de Aurora. Du fait de cette altitude peu élevée, la durée de vie du satellite est de quelques semaines. Il est détruit, après avoir rempli sa mission, durant sa rentrée atmosphérique qui a eu lieu le 23 novembre 1969,.

## Caractéristiques techniques
Les deux satellites sont identiques. Le corps du satellite est de forme cylindrique, avec un diamètre de 0,76 m et une hauteur de 0,93 m pour une masse est de 85 kg. Ces satellites très simples dont l'orientation n'est pas stabilisée sont les descendants directs des expériences scientifiques lancés par des fusées-sondes. Les deux sondes emportent respectivement 8 et 7 instruments scientifiques, :
- Flux et spectre des électrons piégés et accélérés (1A et 1B)
- Analyseurs électrostatiques de particules à faible énergie dans les régions boréales (1A et 1B)
- Spectre des protons piégés et accélérés (1A et 1B)
- Distribution de l'incidence angulaire des électrons et protons (1A et 1B)
- Flux et spectre énergétique des protons solaires   (1A et 1B)
- Photomètres mesurant les émissions 4861 A (émission beta de l'hydrogène) et 4278 A (première émission négative de l'ion moléculaire de l'azote) (1A et 1B)
- Sonde de Langmuir  (1A et 1B)
- Mesure de la composition et de la température des ions   (1A)

### Historique des missions
| Satellite       | Date lancement   | Lanceur | Identifiant | Orbite                               | Fin de mission   |
| --------------- | ---------------- | ------- | ----------- | ------------------------------------ | ---------------- |
| ESRO 1A/Aurorae | 3 octobre 1968   | Scout-B | 1968-084A   | 258 km × 1 538 km, inclinaison 93,7° | 26 juin 1970     |
| ESRO 1B/Boreas  | 1er octobre 1969 | Scout-B | 1969-083A   | 291 km × 389 km, 86°                 | 23 novembre 1969 |